# TNT Sat
TNT Sat est un bouquet français de télévision par satellite appartenant au Groupe Canal+ détenu par le groupe Bolloré, créé en juin 2007 et retransmis via les satellites Astra 1. Il comprend plusieurs dizaines de chaînes et radios, principalement françaises. 
Son concurrent direct est le service Fransat diffusé par l'opérateur européen Eutelsat.

## Stratégie et concurrence
Le service satellite TNTsat procure l'une des alternatives à la télévision numérique terrestre, reprenant notamment les 27 chaînes de la TNT gratuite. Fin décembre 2014, quatre millions de terminaux TNT Sat sont commercialisés. Le bouquet TNTsat est uniquement réservé à la France métropolitaine Corse incluse mais n'est pas accessible en Outremer. L'utilisation d'un récepteur TNTsat permet également la réception et l'accès aux chaînes numériques diffusées en clair sur les mêmes satellites Astra 1.
Plusieurs critiques sont émises contre le bouquet, notamment par rapport à son concurrent Fransat d'Eutelsat. Il se présente comme gratuit et sans abonnement mais TNTsat nécessite toutefois de posséder une carte de contrôle d'accès de type CI+ à renouveler tous les quatre ans pour la somme de 15 € ; douze ans plus tard, à compter d'avril 2019, les cartes du concurrent Fransat sont également restreintes à quatre années, pour des raisons de sécurité des droits d’accès.
Par ailleurs et jusqu'en février 2019, l'offre TNTsat permet au groupe Canal+ de proposer ses offres payantes Canal+ et Canalsat aux possesseurs d'un récepteur compatible TNTsat qui exploite le même contrôle d'accès dit « CanalReady » ; en revanche, à partir de cette date, les récepteurs TNTsat ne permettent plus d'avoir accès aux chaînes payantes proposées par le groupe Canal+, avec abonnement à « carte seule ». Sur les récepteurs compatibles commercialisés à partir de 2019, seul le label TNTsat remplace dès lors, le label CanalReady.

## Lancement du bouquet en 2007
L'article 6 de la loi no 2007-309 du 5 mars 2007, modifiant l'article 96 de la loi no 86-1067 du 30 septembre 1986, prévoit que 100 % de la population du territoire métropolitain ait accès à la télévision numérique par voie terrestre, satellitaire ou via les réseaux câblés. Toutefois, 95 % seulement de la population pouvant être couverte par voie terrestre, l'intervention d'opérateurs satellitaires est nécessaire pour couvrir les 5 % restants,. Le 7 juin 2007, le groupe Canal+ lance son offre TNT SAT, reprenant les 18 chaînes de la TNT via les satellites Astra 1 à 19,2° Est,. L'accès au bouquet est alors sans abonnement mais nécessite toutefois d'acheter une carte d'accès Viaccess pour décoder les chaînes. Une phase de test débute le 15 juin 2007 à Metz (Lorraine) puis autour de Draguignan (PACA), avant le début du lancement commercial sur toute la France en septembre 2007.

## Haute-Définition en 2009
À partir de février 2009, les quatre chaînes TF1, France 2, M6 et Arte sont diffusées en haute définition (HD). En décembre 2012, seulement quatre des six nouvelles chaînes HD de la TNT sont reprises dans les bouquets TNT Sat et Canalsat : L'Équipe 21, Numéro 23, RMC Découverte et Chérie 25. Les chaînes HD1 et 6ter y sont absentes car leurs propriétaires, respectivement les groupes TF1 et M6, refusent de payer 700 000 euros par an au groupe Canal+ pour les diffuser.

## Concurrence directe et évolutions
Le bouquet ne respectant alors plus ses obligations légales de reprise de la TNT (il ne diffuse que quatre des six chaînes dont seule une est en HD), le Conseil supérieur de l'audiovisuel (CSA) décide en février 2013 d'arrêter de recommander l'offre comme alternative pour recevoir la TNT gratuite par satellite et propose uniquement son bouquet concurrent Fransat. À partir du 18 novembre 2014, la chaîne de télévision d’information internationale France 24 est reprise dans l'offre. Le 13 janvier 2015, les chaînes HD1 et 6ter intègrent finalement le bouquet en HD, plus de deux ans après leur lancement. Le 1er juillet 2015, vingt parmi la trentaine de chaînes de la TNT gratuite passent en haute définition. Cependant, plusieurs chaînes ne sont pas diffusées en HD native à définition de 1920x1080 pixels mais uniquement en « fausse » HD par la technique de l'upscaling, à définition de 1440x1080. Parallèlement, le bouquet continue de diffuser les chaines en définition standard (720x576) jusqu'en avril 2016, date à laquelle la télévision numérique terrestre adopte intégralement à la norme MPEG-4,,.

## Conflit avec le groupe TF1
Le 1er mars 2018 à 23 h, sur décision de sa maison-mère le groupe Canal+, TNT Sat cesse la diffusion des chaînes du Groupe TF1 : TF1, TMC, TFX, TF1 Séries Films et LCI pendant sept jours. Le 7 mars 2018 à 23 h, TNT Sat reprend la diffusion des 5 chaînes du Groupe TF1 à la demande du CSA et du Ministère de la Culture. Le 1er septembre 2022 Canal+ décide à nouveau d'interrompre la diffusion de toutes les chaînes du groupe TF1 sur l'offre satellitaire gratuite TNT Sat qu'elle exploite. Le 5 septembre 2022, le groupe TF1 déclare porter plainte en référé contre Canal+ à la suite de cette décision, notamment en raison de son impact négatif sur les audiences des chaines qui ne vivent que de la publicité.

## Offre et services
L'offre de TNT Sat inclut les 27 chaînes de la TNT gratuite provenant de la télévision numérique terrestre, les plages en clair des chaînes payantes du groupe Canal+, les 24 déclinaisons régionales de France 3, plusieurs chaînes thématiques en français diffusées en clair et 36 radios. L'offre présente toutefois moins de services et de fonctionnalités (portail interactif, modules CAM CI+, ultra-haute définition...) que son concurrent Fransat mais il permet d'accéder à plus de chaînes et radios étrangères diffusées en clair sur les satellites Astra 1.

## Critiques
À l'automne 2011, alors que les premiers utilisateurs doivent renouveler leur carte d'accès valable 4 ans, ils ont la désagréable surprise de découvrir que l'opération leur coûtera la somme de 15 €. Le groupe Canal+ justifie cette facturation par le coût de fabrication de la carte et les frais humains et logistiques pour la distribuer. Mais ce prix n'avait pas été annoncé aux consommateurs lors du lancement du bouquet. De plus, cela est en contradiction avec la présentation du bouquet, toujours d'actualité, comme une offre gratuite sans abonnement, notamment dans son slogan « La TNT gratuite par le satellite ». Cette opération aurait surtout pour but, non pas de gagner de l'argent, mais de constituer un fichier de clients avec leurs coordonnées pour pouvoir ensuite les démarcher et leur proposer les chaînes payantes de Canal+ et Canalsat,.
Alors que le bouquet se présente comme une alternative satellite à la télévision numérique terrestre, il ne reprend pas toutes les chaînes de la TNT et ne diffuse pas toujours à la même définition d'image. En décembre 2012, le bouquet ne reprend que quatre des six nouvelles chaînes HD de la TNT, et seulement une d'entre elles est en haute définition. Il faudra attendre deux ans pour enfin avoir les six chaines, mais seules trois sont en HD.
Le bouquet présente moins de services et de fonctionnalités (portail interactif, modules CAM CI+, ultra-haute définition...) que son concurrent Fransat.
En septembre 2022, un conflit similaire à celui de mars 2018 se fait jour entre les groupes Canal+ et TF1, ayant des conséquences notamment sur l'offre TNT Sat. Le 1er septembre 2022 Canal+ refuse de renouveler son contrat avec TF1, pour des motifs financiers; les abonnés de Canal+ sont alors privés de toutes les chaînes du groupe TF1. La société Canal+ décide d'interrompre également la diffusion de toutes les chaînes du groupe TF1 sur l'offre satellitaire gratuite TNT Sat qu'elle exploite. Le 5 septembre 2022, le groupe TF1 déclare porter plainte en référé contre Canal+ à la suite de cette décision, notamment en raison de son impact négatif sur les audiences des chaines qui ne vivent que de la publicité.
À partir du 24 juillet 2024, l'Arcom annonce que les chaînes C8 et NRJ 12 perdent leur fréquence TNT et ne feront plus partie de TNTSAT. Les nouvelles chaînes T18 et NOVO19 sont lancés le 6 juin 2025 puis le 1er septembre 2025 et font partie de la TNT après leur disparition.
À compter du 28 février 2025, les chaînes C8 et NRJ 12 disparaissent de l'offre TNT Sat et sont supprimées de la TNT à la suite du retrait d'autorisation d'émettre de l'Arcom sur la télédiffusion terrestre nationale et de la décision de leurs entreprises de ne pas poursuivre cette télédiffusion sur les autres réseaux.
À compter du 5 juin 2025, les chaînes Canal+ et Planète+ quittent le bouquet TNT Sat remplacés par T18.

## Plates-formes équivalentes en Europe
D'autres pays européens exploitent des offres nationales par satellite, équivalentes aux bouquets français TNT Sat ou Fransat, comme notamment les offres HD+ en Allemagne, Freesat (en) au Royaume-Uni et Tivù Sat en Italie.